# Byki (województwo łódzkie)
Byki – wieś w Polsce położona w województwie łódzkim, w powiecie rawskim, w gminie Biała Rawska. 
Wieś wspominana w 1455 r. jako Byczki (Biczky). Obecnie Byczki są częścią sołectwa Byki.
We wsi znajduje się kościół pw. Świętej Trójcy. Należy do parafii MB Częstochowskiej Grzymkowice – Byki.
W latach 1975–1998 miejscowość administracyjnie należała do województwa skierniewickiego.